# جيبة بلعومية (علم الأجنة)
تتكون الجيبة البلعومية أو الخيشومية في نمو الفقاريات على جانب الأديم الباطن بين الأقواس الخيشومية ويعمل التَّلم البلعومي (أو الفلج) على تكوين السطح الجانبي للأديم الظاهر في ناحية الرقبة للفصل بين الأقواس.
وتصطف الجيبات مع الأفلاج، وتتحول هذه القطع الصغيرة إلى خياشيم في الأسماك.

## جيبات محددة

### الجيبة الأولى
يبطّن الأديم الباطن النفير بعد تكونه (النفير البلعومي الطبلي) والأذن الوسطى وغار الخُشاء والطبقة الداخلية للغشاء الطَّبلي.

### الجيبة الثانية
- تسهم في تبطين الأذن الوسطى واللوزة الحنكية بمساندة من العصب الوجهي.

### الجيبة الثالثة
- يوجد في الجيبة الثالثة أجنحة ظهرانية وبطنانية. وتعد الغدد الدريقية من مشتقات الأجنحة الظهرانية في حين تندمج الأجنحة البطنانية لتنشأ عنها خلايا الشبكة الخلوية المكونة لـغدة التوتة. والعصب الرئيس الذي يمد مشتقات هذه الجيبة هو العصب القِحفي التاسع - عصب بلعومي لساني.

### الجيبة الرابعة
من مشتقاتها:
- الغدة الريقية العلوية والجسم الخيشومي القِصائي الذي ينشأ عنه خلايا c المجاورة للجُرَيب والمكونة للغدة الدرقية.
- المجموع العضلي والغضروفي للحنجرة (جنبًا إلى جنب مع الجيبة البلعومية السادسة).

### الجيبة الخامسة
- بنية رديمية تصبح جزءًا من الجيبة الرابعة لتسهم في خلايا C الدرقية.[2]

### الجيبة السادسة
- تسهم بجانب الجيبة الرابعة في نشوء المجموع العضلي والغضروفي للحنجرة.[3]

## وصلات خارجية
- Outline at howard.edu (scroll down to "III. THE PHARYNGEAL POUCHES") نسخة محفوظة 11 أبريل 2020 على موقع واي باك مشين.